# Имбинский сельсовет
Имбинский сельсовет — сельское поселение в Кежемском районе Красноярского края.
Административный центр — посёлок Имбинский.
Выделен в 1989 году из Ирбинского сельсовета.

## Население
| 2010 | 2012 | 2013 | 2014 | 2015 | 2016 | 2017 |
| ---- | ---- | ---- | ---- | ---- | ---- | ---- |
| 727  | ↘672 | ↘638 | ↘605 | ↘600 | ↗604 | ↘603 |

## Состав сельского поселения
В состав сельского поселения входит один населённый пункт — посёлок Имбинский.

## Местное самоуправление
Имбинский сельский Совет депутатов
Дата избрания: 13.09.2015. Срок полномочий: 5 лет. Количество депутатов: 7
Глава муниципального образования
- Чеченко Николай Владимирович.

Дата избрания: 14.03.2010. Срок полномочий: 5 лет
Переизбран: 30.10.2015. Срок полномочий: 5 лет